# Tinea aetherea
Tinea aetherea är en fjärilsart som beskrevs av Clarke 1926. Tinea aetherea ingår i släktet Tinea och familjen äkta malar. Inga underarter finns listade i Catalogue of Life.